# 宝玉と勺杖
行進曲『宝玉と勺杖』（ほうぎょくとしゃくじょう、英語：Orb and Sceptre）は、イギリスの作曲家ウィリアム・ウォルトンが作曲した管弦楽曲。

## 概要
行進曲『宝玉と勺杖』は、1953年6月2日のエリザベス2世の戴冠式のために作曲された行進曲である。題名の日本語訳は一定しておらず、「宝玉と王のつえ」（もしくは「宝玉と王杖」「宝珠と王杖」「宝珠と笏」）などの訳題でも知られる。ウィリアム・マッキー（William McKie）編曲のオルガン独奏版もある。

## 楽曲の構成
エルガーの行進曲『威風堂々』の第1番および第4番におおむね影響されているが、トランペットの輝かしいファンファーレをもってホ長調に始まり、シンコペーションが甚だ顕著でオーケストレーションの華麗な行進曲の主部に入る。
1936年に作曲された戴冠行進曲『王冠』の場合に同じく、静まり返ってトリオ（中間部）に進む。トリオ主題は弦楽合奏において控えめに登場してから、より荘重かつ壮大な調子で再現される。
それから行進曲の主部が再び聞こえてくるが、今度はいっそう色彩的に響く。この主部が盛り上がり続けて、壮麗な中間部の最後の登場（ホ長調）を迎え入れる。ここでウォルトンはオーケストラのトゥッティを駆使しており、打楽器が絶え間なく打ち鳴らす中、フォルティッシモの弦楽合奏の旋律にファンファーレ風の金管楽器が同調していく。
短く急速なコーダによって結末に至る。